# Antonio Maria Biscioni
Antonio Maria Biscioni (Firenze, 14 agosto 1674 – Firenze, 4 maggio 1756) è stato un filologo, bibliotecario e religioso italiano, canonico e bibliotecario regio della Laurenziana.

## Biografia
Divenuto ecclesiastico, si impegnò nell'insegnamento privato ed ebbe fra gli allievi anche Giovanni Gaetano Bottari. 
Fece annotazioni sopra le prose di Dante e del Boccaccio, al Malmantile racquistato di Perlone Zipoli, a Il Riposo del Borghini, alle Satire di Benedetto Menzini e ad altre opere.
Scrisse Historie pistolesi, ovvero delle cose avvenute in Toscana dall'anno 1300 al 1348.
Nelle note poste alla vita e alle rime del Lasca, Biscioni diede molte notizie di Girolamo Amelonghi.